# Зміївський машинобудівний завод
ОАО Зміївського машинобудівного заводу «Артромат ЗМЗ» — акціонерне товариство, яке спеціалізується на виробництві сучасної машинобудівною, хімічною та ін. галузями промисловості..

## Історія
Підприємство було засноване і введено в експлуатацію 21 вересня 1923 році, як лісопильний завод. На заводі робилося розпилювання кругляка, шпал на бруси і дошки. У 1936 р. лісопильний завод перетворений в лісопильно-тарний завод. Окрім розпилювання колод на заводі виготовляли тару для упаковки продукції машинобудування. У цьому ж році завод перейменовано в обозотарний. У 1940 р. увесь завод розміщувався в одному приміщенні, На заводі діяла кузня на 2 горни. Дуття в горн подавалося вручну міхами.
У вересні 1941 р.завод було евакуйовано до с. Сосновки В'ятська-Полянського району Кіровської області. B жовтні 1941 р. Зміїв був зруйнуваний, після бомбардувань залишилися лише фундаменти заводу.
У вересні 1943 року почалося відновлення заводу.
У 1945 році директором обозо-тарного заводу призначений колишній комісар Харківської міліції Николайчик А. К.
План по валовій продукції в 1946 р. вже склав 100 тис. крб., а. з листопада 1947 р. по липень 1974 р. заводом керував Гельфанд Юхим Семенович. За цей час завод виріс у велике машинобудівне  підприємство з розвиненою інфраструктурою. В 1958 р. він став називатися Зміївський машинобудівний завод.
У 1960 р. в дію був введений ще один виробничий корпус площею 3400 кв.м., випускає головний зразок механізованої пральної установки — МГПП. [9, с.464].
З 1962 р. Зміївський машинобудівний завод спеціалізуватися на виробництві сушарно-прасувальних машин усіх типів і розмірів для громадських пралень, машин для прасування і складання випраної білизни, механізованих польових пралень і шпитальних пересувних пральних машин.
В 1963 році Зміївський машинобудівний завод паралельно з устаткуванням для комунального господарства освоїв випуск арматури високого тиску для космічних апаратів.
У 1964 р. Зміївський машинобудівний завод освоїв виробництво машин для хімічного чищення одягу АМХЧ−30 і АХМ−45, автоматичні конвеєрні установки, прасувальні котки і інші машини побутового обслуговування населення.
У 1966 р. на заводі було освоєно ряд нових виробів для побутового обслуговування, а до дня машинобудівника був виготовлений дослідний зразок сушарно-прасувального котка СПКП−500 продуктивністю 4000 кг сухої білизни за зміну. Котки СПКП−25, що випускалися раніше, мали продуктивність 175 кг білизни за зміну. Причому машина СПКП−500 забезпечена механізмами для розпрямлення і автоматичного складання білизни.
У 1974 році директором заводу був призначений Побийпіч Віктор Петрович.
За період до переходу економіки країни на ринкові відносини  заводом було освоєно 23 модифікації машин для хімічного чищення одягу і випущено їх в цілому 9583 штуки. Підприємством було зроблено 11 модифікацій сушарно-прасувальних котків і ліній для прасування і складання білизни і випущено їх в цілому 10854 штуки.
Для комунального господарства на базі автомобіля ГАЗ-53 було з конструйовано і випущено 8616 шт. сміттєвозів, більше 50 тис. шт. сушарних автоматизованих барабанів для пралень і для тих підприємств, що потребують сушки спецодягу для робітників.
Заводом був освоєний серійний випуск широкого асортименту товарів народного споживання: соковарки; палиці лижні; каструлі: тази; велотренажери; апарати для масажу; кришки для консервації для багаторазового використання; умивальники; підставки під гаряче; передпокої; полиці−вішалки; тренажери чотиримісні; комплект тренажерів з 24 снарядів; альтанки для спортивних ігор; пральні машини побутові; розчиномішалки; перекидачі для легкових автомобілів і багато інших видів товарів для народу.
Період з 1958 по середину 80-х років минулого століття був періодом найвищого піднесення і розвитку Зміївського машинобудівного заводу.
З 1985 р. розпочалися перебудовчі процеси в соціально-економічному розвитку країни.
У 1986 році завод стає головним підприємством виробничого об'єднання «Комобладнання». Йому підпорядковані п'ять заводів із 4 союзних республік, у тому числі і ЦКБ в м. Москві.
1987 рік — завод уперше за 20 років не впорався з державним планом. Дають про себе знати адміністративно-командні методи керівництва виробництвом. Інженерна праця використовується неефективно і мало оплачується, ІТР частіше можна побачити на полях радгоспів, в цехах на складанні виробів, на прибиранні вулиць і так далі. Велика частина устаткування морально застаріла, а верстати з ЧПУ використовуються неефективно.
Підприємство готується до переходу на повний госпрозрахунок в умовах самостійності, самофінансування та  сомоокупності.
1988 рік. Нестримно розвиваються процеси радикалізації економіки, демократизації суспільства. За основними показниками господарської діяльності завод план не виконав. Відчувається нестача токарів і операторів на верстати з ЧПУ. Має місце велика кількість повернення продукції від Держприймання [5].
У 1989 році колектив заводу продовжує працювати нестабільно. Починаючи з квітня поточного року, завод не справляється з основними техніко-економічними показниками плану. 70 % продукції виробляється, як правило, в третій декаді місяця.
На заводі падає трудова і технологічна дисципліна.
1990 р. Соціально-економічна обстановка в країні загострюється. Усе це відбивається і на роботі підприємства. Упродовж 3-х останніх років завод не виконує виробничих завдань, відсутні кошти на поточному рахунку. Це призводить до зриву закупівлі матеріалів і комплектуючих.
Цього року ще випускається 1643 сушарних барабанів, хімчисток: КХ-010 − 93 шт., КХ-020 − 241 шт. і багато іншої продукції.
На початку 90-х йде в забуття державне планування. Розриваються господарські зв'язки між підприємствами і організаціями. Необґрунтовано ростуть ціни на продукцію, що випускається.
10 травня 1990 р. директором заводу обирається Піддубний В. Н.
У цих умовах колектив заводу щосили намагається утриматися на плаву. В основному за рахунок збільшення цін на продукцію, введена компенсація в тарифні ставки і оклади, а також дотацій на живлення вдалося збільшити на 185 %, заробітну плату: основним робітником − до 540 крб. в місяць, фахівцям і службовцям —  415 крб. В рахунок зарплати реалізуються товари народного споживання і продукти харчування. Приймаються заходи по виведенню зайвої чисельності керівників, фахівців і допоміжних робітників. Здано в експлуатацію 16-квартирний житловий будинок, відкрито заводський магазин «Супутник», закінчено будівництво приміщення для зберігання кормів в підсобному господарстві, завод приступив до будівництва 3-х індивідуальних будинків для працівників заводу.
Фахівцями розроблено нове покоління машин хімчисток —  це машина із замкнутим циклом провітрювання (КХ025-1) і установка для регенерації кубових залишків з машин хімчисток КХ445.
У 1992 р. в зв'язку з розпадом Союзу РСР і конверсією військового виробництва підприємство втратило 40,2 % обсягу випуску продукції для оборони. Великими зусиллями інженерно-технічних працівників, фахівців і робітників вдалося перепрофілювати завод на створення спеціалізованих машин промислового класу для пралень: пральних і прально-віджимних машин, сушарних барабанів, сушарно-прасувальних котків і ін. Цього року об'єм товарної продукції в порівнянні з 1991 р. склав всього 64,3 %.
У 1993 році завод продовжував освоювати випуск нових виробів. Це пральна машина МСТ-50, сушарно-прасувальний коток МСГ-35, хімчистка –  КХ–  028, побутова пральна машина «Лілея». Великий об'єм намічався цього року виробити продукції для сільського господарства. Це і млинові комплекси, і установки для отримання згущеного молока, борони, медогонки та ін.
Підприємство стоїть на порозі приватизації. У 1994 році здійснюється роздержавлення і приватизація підприємства із створенням за рішенням фонду державного майна акціонерного товариства, а після викупу колективом заводу усіх акцій — відкритого акціонерного товариства «Зміївський машинобудівний завод». [19, с.2].
У 1995 р. освоєно виробництво сушарно-прасувального котка МСГ- 18Э, випущена перша партія прально-віджимних машин МС0-25Э. Ведуться конструкторські розробки виробів для Міноборони, Мінчорнобиля, Мінохоронздоров'я. Робиться сертифікація продукції. Створюється заводський ринок.
В 1996 році в країні в усіх галузях народного господарства триває спад виробництва. Підприємство відчуває різку недостачу обігових коштів, внаслідок чого значно знизився рівень використання виробничих потужностей і завантаження штатної чисельності персоналу.
29 листопада 1996 р. на позачергових зборах акціонерів головою правління обирається Федора Т. В. Правлінням приймаються заходи по зміні ситуації. На 30 % скорочується апарат управління, укрупнюються структурні підрозділи. Реалізуються неліквіди і застаріле устаткування. Здаються в оренду об'єкти соцкультпобуту. 1997 р. існуюча система оподаткування паралізує роботу підприємства. Економіка заводу має витратний характер і не сприяє отриманню запланованого прибутку. Усе це призвело до того, що намічений на рік план виробництва виконаний всього на 75,3 %. В результаті за рахунок реалізації продукції і застарілого устаткування, а також здачі в оренду об'єктів отриманий балансовий прибуток 99 тис.грн. Керівництву заводу вдалося забезпечити виробництво повністю технологічними енергоресурсами (електроенергія, газ, вода).
З 2012 року підприємство реорганізоване у ТОВ «Зміївський машинобудівний завод». Правління провело комплекс заходів по виведенню підприємства з кризи. Зараз завод перебуває у процесі пошуку шляхів збереження виробництва та ринків збуту своєї продукції.

## Джерело
1. Змиевской машиностроительнзавод. 75 лет: краткий очерк истории Змиевского машиностроительного завода / сост. И. Ф. Колесник, В. И. Микотин. — 1998. — 23 с.
2. Зміївський машинобудівний завод [Архівовано 8 лютого 2022 у Wayback Machine.]

Список рекомендованих джерел
- 1.    Алексєєнцева О. Виживати — не вичікувати / О. Алексєєнцева // Зміївський кур'єр. — 1995. — № 4. — С.1.
- 2.    Бабич Т. Сьогодні кваліфіковані працівники робітничих професій на вагу золота. Це добре знають на Зміївському машинобудівному заводі / Т. Бабич  // Вісті Зміївщини. — 2007. — № 75. — С.6.
- 3.    Бондаренко М. Другорядних проблем немає / М. Бондаренко // Вісті Зміївщини. — 2000. — № 72. — С.3.
- 4.    Бондаренко М. Славна професія — машинобудівник / М. Бондаренко  // Вісті Зміївщини. — 2000. — № 72. — С.3.
- 5.    Ветеран заводу свідчить / згадка А. Ф. Кудрі. — інтерв'ю. — 3 грудня 2013.
- 6.    Гольдфарб Л. Г. Зміїв / Л. Г. Гольдфарб, Б. М. Сєліванов, К. Б. Правовєрова. — Х.: Прапор, 1969.
- 7.    Зміїв: Історико-краєзнавчий нарис. — Х.: Прапор, 1969. — 89c.
- 8.    Зміївському машинобудівному заводу виповнюється 90 років // Вісті Зміївщини. — 2013. — № 76. — С.2.
- 9.    Історія міст і сіл УРСР. Харківська область. — К., 1967. — С. 450, 452, 459, 456—460, 464, 465.
- 10. Карпенко А. Співпраця з «Автраматом» вселяє віру у відродження машзаводу / А. Карпенко // Зміївський кур'єр. — 2003. — № 40. — С.2.
- 11. Кудря А. Є проблема, є і перспектива / А. Кудря // Вісті Зміївщини. — 1998. — № 78. — С.6.
- 12. Логвіна Т. Зміївський машинобудівний: щлях від занепаду до стабільності / Т. Логвіна // Вісті Зміївщини. — 2004. — № 63. — С.2.
- 13. Павлов О. Важка дискова борона. ВАТ «Зміївський машинобудівний завод» / О. Павлов // Вісті Зміївщини. — 2000. — № 30. — С.6.
- 14. Помазуновський В. Зміївський машинобудівний завод — одне з найпотужніших підприємств Зміївського району, яке з року в рік збільшує обсяги виробництва, поповнює державну казну, створює нові робочі місця / В. Помазуновський // Зміївський кур'єр. — 2006. — № 39. — С.2.
- 15.  Помазуновський В. Машинобудуванню сьогодні потрібна підтримка влади  / В.Помазуновський  // Вісті Зміївщини. — 2009. — № 71. — С.3.
- 16. Помазуновський В. Наш колектив — велика сила і надія заводу! / В.Помазуновський  // Вісті Зміївщини. — 2008. — № 76. — С.2.
- 17. Саяний М. І. Зміївщина — Слобожанщини перлина / М. І. Саяний. — Х.: Кроссроуд, 2009. — 288 с.
- 18. Сердюк З. Зміївському машинобудівному заводу виповнюється 80 років / З. Сердюк // Вісті Зміївщини. — 2003. — № 73. — С.2.
- 19. Сердюк З. У полі зору — ВАТ «ЗМЗ» / З. Сердюк // Вісті Зміївщини. — 2004. — № 12. — С.2.
- 20. Сердюк З. Кожен крок уперед дає впевненість у майбутньому / З. Сердюк // Вісті Зміївщини. — 2005. — № 30. — С.2.
- 21. Сердюк З. Машинобудівний на шляху відродження / З. Сердюк // Вісті Зміївщини. — 1999. — 17 квітня.
- 22. 70-річна історія заводу. Усе доводиться починати спочатку // Вісті Зміївщини. — 1993. — № 70. — С.2.
- 23. Тарапата А. І все завдяки умілим рукам / А. Тарапата // Вісті Зміївщини. — 2000. — № 72. — С.3.
- 24. Томілко М. Колектив — велика сила / М. Томілко // Вісті Зміївщини. — 2000. — № 72. — С.3.
- 25. http://25tv.com.ua [Архівовано 19 листопада 2019 у Wayback Machine.] – Зміївське телебачення «25 канал»
- 26. http://25tv.com.ua/news/zmiivskiy-mashinobudivniy-zavod-vidznachiv-yuviley-90-rokiv- - репортаж про святкування 90-річного ювілею ЗМЗ
- 27. http://zmyivskij-mashinobudvnij-zavod-flya-vat-avtramat.uaprom.net%5Bнедоступне+посилання%5D Машинобудівний завод — ВАТ «ЗМЗ»